# R (ånglok)
R var SJ:s Littera på ånglok, vilka användes på Malmbanan Kiruna-Riksgränsen-Narvik i Norrbotten.
När malmtågen blev tyngre behövdes starkare lok än Ma-loken och SJ lät bygga fem stycken tiokopplade R-lok, vilka var Sveriges starkaste ånglok.
Elektrifieringen av Malmbanan påbörjades 1914 och R-loken blev överflödiga. De fick därefter göra tjänst på Norra stambanan och två av loken såldes till Gävle-Dala järnväg 1935. Ett av loken finns bevarat på Sveriges järnvägsmuseum i kördugligt skick. Av de övriga skrotades de sista 1973 efter att ha varit beredskapslok.